# Grandin (Missouri)
Pour les articles homonymes, voir Grandin.
Grandin est une ville du comté de Carter, dans le Missouri, aux États-Unis,. Située au sud du comté, elle est créée en 1910 et incorporée en 1963.

## Démographie
Lors du recensement de 2010, la ville comptait une population de 243 habitants. Elle est estimée, en 2016, à 241 habitants.

## Source de la traduction
- (en) Cet article est partiellement ou en totalité issu de l’article de Wikipédia en anglais intitulé « Grandin, Missouri » (voir la liste des auteurs).